# 井上麻矢
井上 麻矢（いのうえ まや、1967年（昭和42年）5月31日 - ）は、劇団こまつ座代表取締役社長。井上ひさし・好子の三女。石川麻矢名義による著作もある。
東京都台東区柳橋に生まれ、千葉県市川市に育つ。公立小学校・公立中学校を経て、文化学院高等部英語科に入学。在学中に映画学校入学を目指して渡仏し、パリで語学学校と陶器の絵付け学校に通う。滞仏中に父母の離婚騒動が持ち上がり、寄宿先に「お前の母親はろくでなし」という文面の、無記名の怪文書を送られたこともある。
日本に帰ってから大検に合格したが、大学には進まず、ニューカレドニア文化交流協会などでアルバイトをする。スポーツニッポン新聞社に勤務した後、結婚し退社。ホテル勤務などを経て、2009年、父ひさしに誘われて劇団こまつ座の経理担当者となり、同年11月、癌を告知された父の跡を継ぐべく代表取締役に就任、2児の母。2014年　市川市民芸術文化奨励賞受賞。

## 出版
- 激突家族―井上家に生まれて  中央公論社-石川麻矢名義- 発売日  1998/6/1
- 夜中の電話 父・井上ひさし最後の言葉 集英社- 発売日 2015/11/30
- 小説　母と暮せば 集英社 - 山田洋次共著-発売日 2015/12/9
- 女にとって夫とはなんだろうか ベストセラーズ- 西舘好子共著-発売日 2018/5/26

## 出演
- 徹子の部屋（テレビ朝日）- 赤塚不二夫の娘の赤塚りえ子と出演 - 2022年6月16日